# Computerwelt
| Recensione | Giudizio |
| ---------- | -------- |
| AllMusic   |          |

Computerwelt (Computer World, nell'edizione internazionale), è l'ottavo album in studio del gruppo musicale tedesco Kraftwerk, pubblicato il 10 maggio 1981.

## Descrizione
Si tratta di un concept album sul tema del computer, che proprio durante il periodo della pubblicazione dell'album aveva iniziato una rapida diffusione all'interno della società.
Secondo alcuni critici questo album rappresenta la vetta della carriera artistica dei Kraftwerk. Le canzoni sono state scritte da Ralf Hütter, Florian Schneider e Karl Bartos.
L'album è stato pubblicato in quattro lingue: inglese, destinato al mercato internazionale, giapponese, tedesco francese e in italiano, con la canzone Taschenrechner, pubblicata successivamente anche come singolo, cantata secondo la lingua dell'edizione in cui l'album è stato pubblicato.

## Tracce
Edizione tedesca
1. Computerwelt – 5:05
2. Taschenrechner – 5:00
3. Nummern – 3:00
4. Computerwelt 2 – 3:30
5. Computerliebe – 7:00
6. Heimcomputer – 6:00
7. It's More Fun to Compute – 4:15

Edizione internazionale
1. Computer World – 5:05 (testo: Ralf Hütter, Florian Schneider, Emil Schult – musica: Karl Bartos, Ralf Hütter)
2. Taschenrechner – 4:55 (testo: Ralf Hütter, Emil Schult – musica: Ralf Hütter, Karl Bartos)
3. Numbers – 3:19 (Karl Bartos, Florian Schneider, Ralf Hütter)
4. Computer World 2 – 3:21 (Karl Bartos)
5. Computer Love – 7:15 (testo: Ralf Hütter, Emil Schult – musica: Karl Bartos, Ralf Hütter)
6. Home Computer – 6:17 (testo: Florian Schneider – musica: Ralf Hütter, Karl Bartos, Florian Schneider)
7. It's More Fun to Compute – 4:13 (Ralf Hütter, Florian Schneider, Karl Bartos)

Edizione francese
1. Computer World – 5:05
2. Minicalculateur – 4:55
3. Numbers – 3:00
4. Computer World 2 – 3:30
5. Computer Love – 7:00
6. Home Computer – 6:00
7. It's More Fun to Compute – 4:15

Edizione giapponese
1. Computer World (コンピューター・ワールド?) – 5:07
2. Dentaku (電卓?) – 4:56
3. Numbers (ナンバース?) – 3:19
4. Computer World 2 (コンピューター・ワールド2?) – 3:20
5. Computer Love (コンピューター・ラブ?) – 7:16
6. Home Computer (ホーム・コンピューター?) – 6:17
7. It's More Fun to Compute (コンピューターはボクのオモチャ?) – 4:12

## Formazione
- Ralf Hütter - voce, sintetizzatori, tastiere
- Florian Schneider - sintetizzatori, vocoder
- Karl Bartos - sintetizzatori, tastiere, drum machine
- Wolfgang Flür - percussioni elettroniche

## Cover
- Nel 2005 i Coldplay hanno pubblicato il singolo Talk, estratto dall'album X&Y il cui iniziale riff di chitarra è ripreso dal brano Computer Love. Chris Martin ricorda di aver contattato personalmente Ralf Hütter, ottenendo da lui il permesso di utilizzare la melodia per la canzone.[senza fonte]